# Mycocaliciales
Mycocaliciales es un orden de hongos en la subclase Mycocaliciomycetidae en la clase Eurotiomycetes (subfilo Pezizomycotina).